# 御代田村
御代田村（みよたむら）は長野県北佐久郡にあった村。現在の御代田町大字御代田および佐久市大字小田井にあたる。
後述の通り当村と2つの村の新設合併によって御代田町が誕生したため、現在の御代田町とは別の自治体である。

## 地理
- 河川：湯川

## 歴史
- 1875年（明治8年） - 近世以来の佐久郡前田原村・池田新田・児玉村・小田井村が合併して御代田村となる。
- 1879年（明治12年）1月4日 - 郡区町村編制法の施行により北佐久郡の所属となる。
- 1888年（明治21年）12月1日 - 御代田駅が開業。
- 1889年（明治22年）4月1日 - 町村制の施行により、御代田村が単独で自治体を形成。
- 1956年（昭和31年）9月30日 - 小沼村・伍賀村と合併して御代田町が発足。同日御代田村廃止。
- 1957年（昭和32年）2月1日 - 御代田町のうち旧村域の一部（西屋敷・荒田・小田井下宿）が浅間町（現・佐久市）に編入。

## 交通

### 鉄道路線
- 鉄道省
  - 信越本線（現・しなの鉄道線）
    - 御代田駅

現在は旧村域を北陸新幹線が通過するが、当時は未開業。

### 道路
- 中山道

## 遺構

### 道路元標

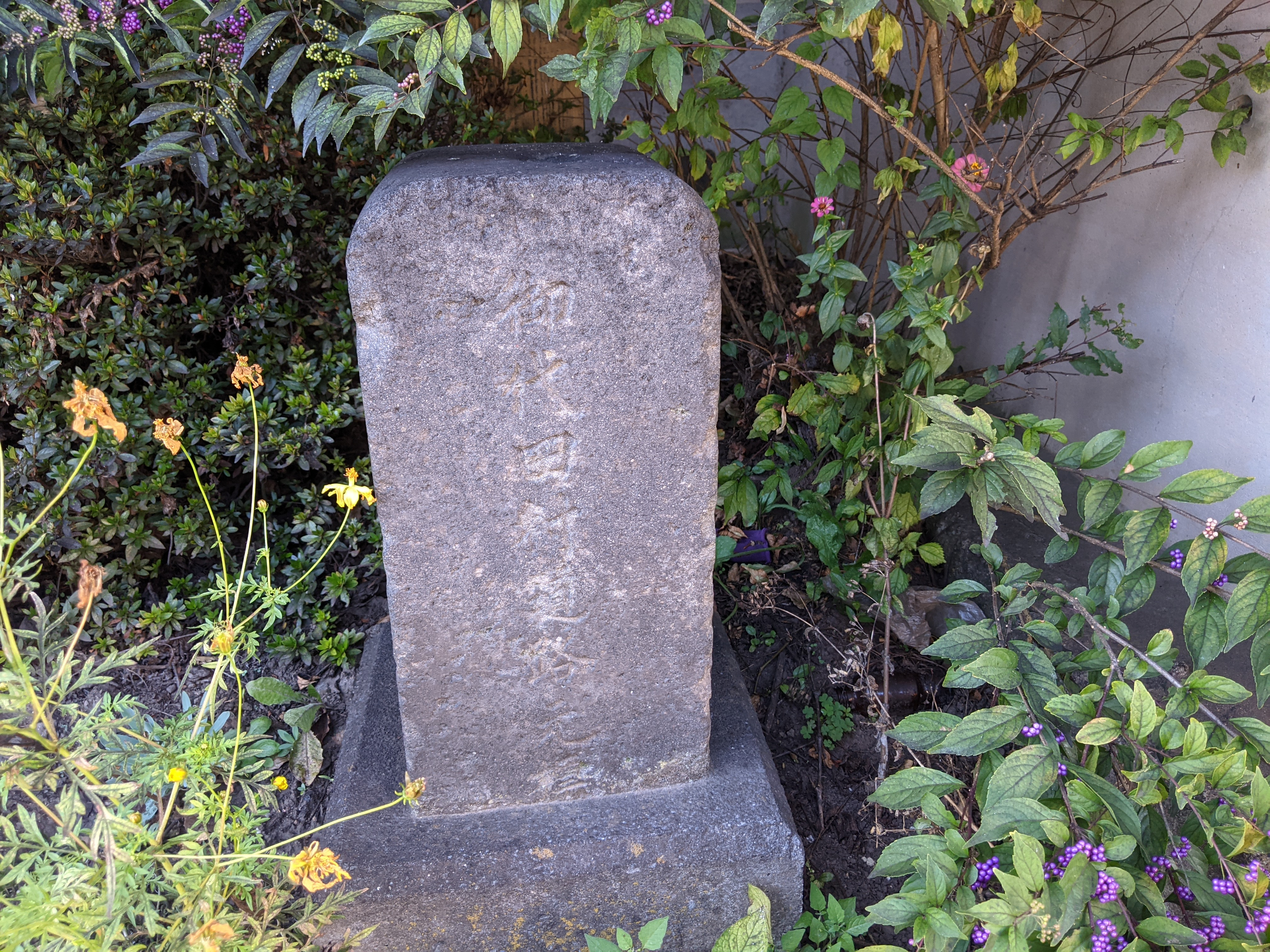
小田井宿に残る御代田村道路元標

小田井宿に道路元標が残っている。大正11年12月1日長野県告示第636号で、字中ノ驛1,679番地先と位置が定められた。